# 察奈巴赫河
46°57′48″N 9°28′54″E / 46.96329°N 9.48174°E

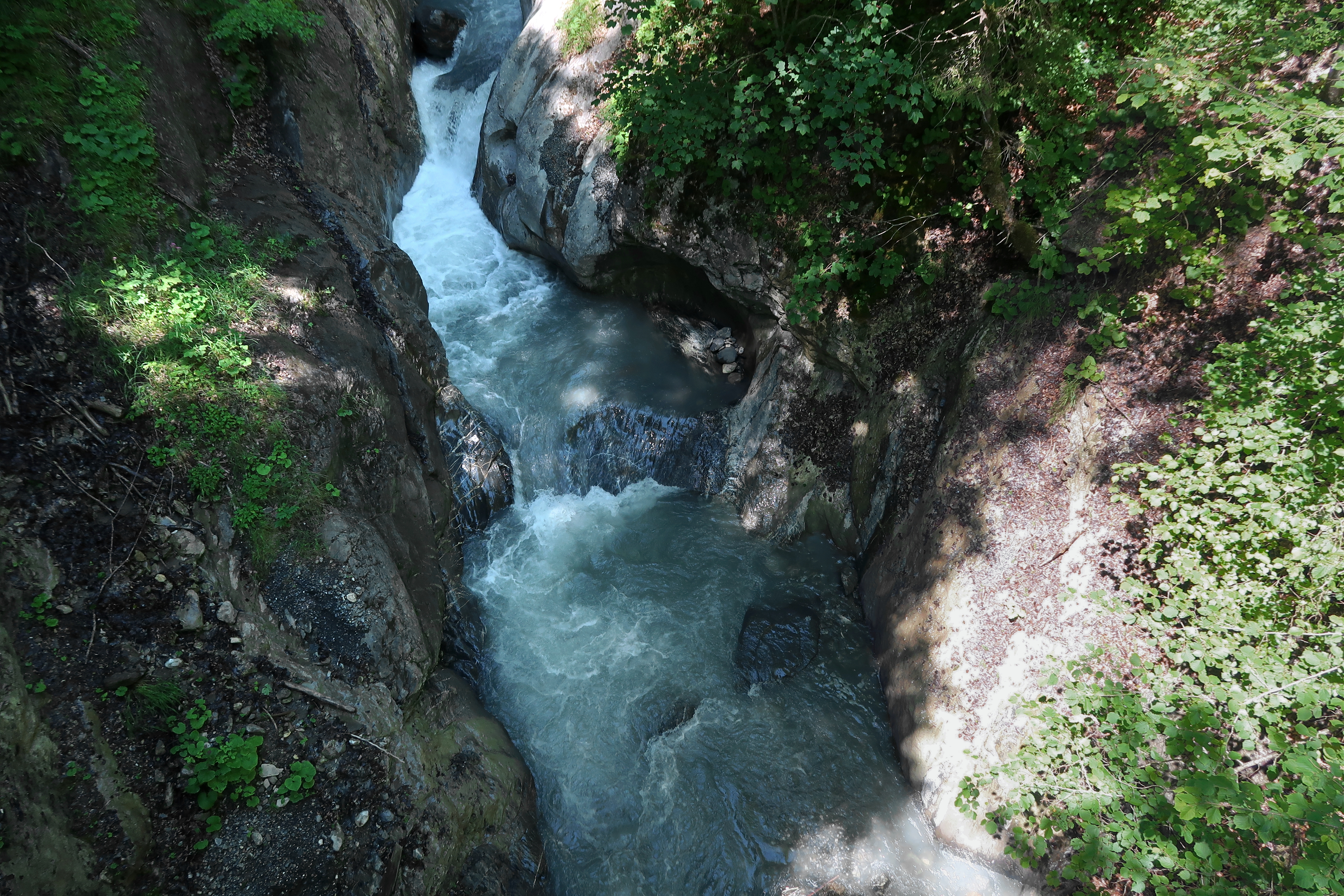

察奈巴赫河是瑞士的河流，位於該國東北部，流經聖加侖州，屬於塔米納河的左支流，流域面積17.5平方公里，河口處在普費弗斯附近。